# Partiledarn avgår med döden
Partiledarn avgår med döden är en detektivroman av pseudonymen Bo Balderson utgiven 1982. Den är nummer åtta i serien om Statsrådet.

## Handling
Det går dåligt för det ledande regeringspartiet inför valet. Den ena halvprocenten efter den andra förloras i opinionsundersökningarna. Partiets tidigare ledare, Sigurd Östergren, omtyckt men numera ganska skröplig, erbjuder sig att gripa in i valkampanjen. Innan han hinner göra detta hittas han emellertid död i sin skrivarstuga. Han förefaller ha dött en naturlig död, men Statsrådet är övertygat om motsatsen, och visar sig få rätt.

## Deckarmotiv
I denna bok leker Balderson med två klassiska deckarmotiv, nämligen ett slutet rum och meddelande från den döde.

## Rollgalleri
- Sigurd Östergren – Hedersdoktor, tidigare chef för olika departement
- Sylvia Östergren – Hans hustru i andra giftet
- Isabella Welander – Dotter till Sylvia, reklammänniska
- Ivar Welander – Isabellas make, kamrer
- Hillevi Hallin – Dotter till Sylvia, dietist
- Harald Hallin – Hillevis make, arkitekt
- Bertil Lundberg – Statsminister
- Kjell Stål – Kommunalråd
- Elna Pettersson – Hushållerska
- Vilhelm Persson – Berättare
- Statsrådet